# اسلام‌آباد (بخش مرکزی کیار)
اسلام‌آباد، روستایی در دهستان مشایخ در بخش ناغان شهرستان کیار در استان چهارمحال و بختیاری ایران است.

## جمعیت
این روستا در دهستان کیار غربی قرار دارد و براساس سرشماری مرکز آمار ایران در سال ۱۳۸۵، جمعیت آن ۱۱۷ نفر (۳۳ خانوار) بوده‌است.